# Mindoro
Mindoro je sedmý největší ostrov Filipín a sedmdesátý čtvrtý největší ostrov světa. Leží jihozápadně od Luzonu a má rozlohu 10 572 kilometrů čtverečních. Žije na něm něco přes milion obyvatel. Je rozdělen mezi provincie Occidental Mindoro (hlavní město Mamburao) a Oriental Mindoro (hlavní město Calapan).
Název ostrova pochází ze španělského výrazu Mina de oro — Zlatý důl. Nejrozšířenějším jazykem je tagalog, v hornatém vnitrozemí žijí domorodí Mangyanové, kteří vyznávají animismus. Nejvyšší horou ostrova je Monte Halcón (2586 m n. m.). Endemickými druhy Mindora je zakrslý buvol tamarau nebo holubovitý pták kulo-kulo s rudou skvrnou na prsou. Pěstuje se rýže, banánovník, rambutan a cukrová třtina, rozšířený je rybolov. Turisticky vyhledávanou lokalitou jsou útesy Apo Reef na západním pobřeží ostrova.
V prosinci 1944 se odehrála bitva o Mindoro, v níž američtí vojáci osvobodili ostrov od japonské okupace.